# Одеське військове училище
Одеське військове училище (до 1910 — Одеське піхотне юнкерське училище) — військовий навчальний заклад Російської імператорської армії, яке готувало офіцерів піхоти, розташовувалось на Італійському бульварі. Існувало до 1918 року.

## Історія
Засноване у 1865 як Одеське піхотне юнкерське училище на 200 юнкерів в ході військової реформи Олександра II, проведеної під керівництвом військового міністра Д. О. Мілютіна (наказ № 207 від 17 червня 1965 року). У своїх спогадах Мілютін особливо відзначав, підбиваючи підсумки 1865 року:

По частині військово-навчальної: засоби для постачання армії офіцерами збільшилися в 1865 р. відкриттям шести нових юнкерських училищ на додаток до колишніх чотирьом, а саме: чотирьох піхотних — в Києві, Чугуєві, Одесі та Ризі — і двох кавалерійських — в Твері та Єлизаветграді

Першим начальником училища став переведений з посади молодшого помічника начальника військово-вченого відділення Головного управління Генерального штабу капітан Генерального штабу І. І. Ординський, який очолював училище протягом восьми з половиною років; згодом — генерал від інфантерії, член Педагогічного комітету Головного управління військово-навчальних закладів.
Після відкриття училище розташовувалось на вулиці Канатній в будівлі колишніх хлібних складів Ієроніма Собанського, «Сабанських казармах». У 1876 для юнкерського училища був побудований новий корпус — на початку Малофонтанської дороги (зараз — Французький бульвар).
У 1878–1879 роках в училищі навчався в майбутньому відомий актор Панас Саксаганський.
З 1902 року училище складалося з 2-х спеціальних класів і одного спільного.
Наказом по військовому відомству № 243 від 31 травня 1910 року, з 1 вересня 1910 Одеське піхотне юнкерське училище було перейменовано в Одеське військове училище, без зміни діючих штатів. Тим же наказом були перетворені у військові училища піхотні юнкерське училище: Віленське, Чугуївське, Тіфліське та Іркутське.
Напередодні Першої світової війни училище складалося з 4 рот, налічувало 400 штатних юнкерів і 35 — понадштатних; в числі 22 офіцерів училища знаходилися начальник училища, інспектор класів і його помічник, 4 ротних командира, 8 молодших офіцерів, ад'ютант, завідувач господарством, скарбник, три офіцери, прикомандировані для викладання військових наук і один офіцер — штатний викладач.
У січні 1918 — «Збірний ударний загін», складений з юнкерів Одеського військового училища і 1-ї і 2-ї Одеських шкіл прапорщиків брав активну участь у боях з повстанцями і червоногвардійцями. Будучи оточений більшовиками, надав стійкий опір, але зазнав значних втрат. На 3-й день боротьби за наказом начальника училища юнкери залишили будівлю училища, пробилися через охорону Червоної гвардії і малими групами та поодинці попрямували на Дон, де взяли активну участь в Громадянській війні на Півдні Росії.

## Відомі випускники[3]

### Військовики армій УНР та Української Держави
- Абаза Володимир Миколайович (1899) — підполковник.
- Банякевич Олександр Якович (1908) — полковник.
- Безручко Марко Данилович (1908) — генерал-хорунжий.
- Билім-Колосовський Семен Петрович (1876) — генерал-хорунжий.
- Бочковський Микола Андрійович (1880) — генерал-хорунжий.
- Гандзюк Яків Григорович (1896) — генерал-майор, вбитий більшовиками у Києві в лютому 1918.
- Глинський Володимир Євгенович (1897) — полковник.
- Греченко Василь Максимович (1902) — полковник.
- Жуківський Олександр Тимофійович — полковник, військовий міністр УНР.
- Загородній Михайло Андрійович — старшина.
- Калінін Костянтин Олексійович (1912) — капітан, командир 1 Волинського авіаційного дивізіону Авіації Української держави.
- Капустянський Микола Олександрович (1904) — генерал-хорунжий, діяч націоналістичного руху в еміграції.
- Колесників Михайло Михайлович — полковник.
- Коновкін Валерій Георгієвич (1902) — полковник.
- Коноників Михайло Михайлович (1883) — полковник.
- Косяченко Олексій Іванович (1900) — старшина.
- Кузьмінський Олександр Хомич (1908) — генерал-хорунжий, керівник розвідувального відділу Головного Повстанського Штабу Державного Центру УНР в екзилі.
- Кущ Віктор Максимович (1904) — генерал-хорунжий.
- Кущинський Микола Трифонович — полковник.
- Левченко Семен (1896—1991) — український письменник, публіцист. Майор Української армії.
- Мазуренко Марко Єрофійович (1890) — генерал-хорунжий.
- Масляний Антін Павлович (1887) — генерал-поручник
- Матюшков Олександр Михайлович (1905) — підполковник.
- Морозевич Іван Антонович — начальник штабу дивізії, учасник Першого Зимового походу.
- Новичевський Андрій Степанович (1904) — старшина.
- Очеретько Митрофан Михайлович (1910) — підполковник, начальник розвідувального відділу Партизансько-повстанського штабу Армії УНР.
- Панкєєв Микола Петрович (1906) — полковник.
- Півенштейн Андрій Іванович (1910) — підполковник.
- Пузицький Антін Олексійович (1902) — генерал-хорунжий.
- Сафонов Яків Васильович — (1897) генерал-майор, вбитий більшовиками у Києві в лютому 1918 разом із Яковом Гандзюком.
- Свенціцький Олександр Миколайович (1915) — підполковник.
- Секрет Михайло Федорович (1912) — підполковник.
- Стеллецький Борис Семенович (1894) — генерал-хорунжий.
- Удовиченко Михайло Дмитрович — полковник.
- Шулаїв Михайло Мусійович — полковник Армії УНР.

### Російські та радянські військові діячі
- Матіясевич Михайло Степанович (1902) — полковник

### Інші відомі випускники
- Нагурський Ян Йосифович (1909) — полярний льотчик — піонер польотів над льодами Арктики
- Данаїл Ніколаєв — перший генерал Болгарії, військовий міністр Болгарії
- Саксаганський Панас Карпович (1879) — корифей українського побутового театру